# 加拿大洛磯山脈
加拿大洛磯山脈（英語：Canadian Rockies）是洛磯山脈在加拿大境内的部分，是北美科迪勒拉山系的东北边缘。因为美国与加拿大对落基山脉的定义不同，加拿大官方定义只包括从不列颠哥伦比亚省北部的利亚德河向西南一直到与爱达荷州和蒙大拿州接壤的美加边境、落基山地沟（即所谓的“千峰峡谷”）以东的所有山脉，不包括地沟西面的奥米尼卡山脈和哥伦比亚山脉，以及更北面育空和西北地区的麦肯基/塞尔温山脉和理查森山脉（在美国地质学会的落基山定义中统称“北极落基山脉”）。
以麦格雷戈河、麦格雷戈山口和卡克瓦河为界，加拿大落基山脉通常被横分为北端的北落基山脉（Northern Rockies）和南端的大陆山脉（Continental Ranges）两部分。因为不列颠哥伦比亚省和艾伯塔省之间的边境线南段顺着美洲大陆分水岭纵穿大陆山脉，所以加拿大落基山脉也被东西分成主体的卑詩洛磯山脈（B.C. Rockies）和东南边缘的艾伯塔洛磯山脈（Alberta's Rockies）。
加拿大洛磯山脈有许多高耸的山峰和山脉，如罗布森山（3,954（12,972英尺））和哥伦比亚山（3,747（12,293英尺））。加拿大洛磯山脈由页岩和石灰岩组成。该山脉的大部分地区位於加拿大国家和省级公园境內，其中的几个公园為世界遗产。